# Henri Chabot
Henri Chabot (* 1616; † 27. Februar 1655 in Chanteloup) war ein französischer Adliger und Herzog von Rohan.

## Leben
Henri war der zweite Sohn von Charles Chabot, Seigneur de Saint-Gelais, de Mussidan et de Saint-Aulaye († vor 1626), und Henriette de Lur.
Als Offizier kämpfte 1639 bei der Belagerung von Hesdin, 1642 bei Arras, 1643 bei Belagerung von Thionville und 1644 bei der Belagerung von Gravelines. Als sein älterer Bruder Charles Chabot, genannt Comte de Chabot, im Mai 1646 bei Lleida unverheiratet und daher ohne legitime Nachkommen fiel, erbte Henri dessen Güter.
Mit Ehevertrag vom 6. Juni 1645 (mit Dispens wegen Blutsverwandtschaft im 4 Grad), ratifiziert am 10. Juni 1645 in Sully und (religiös) am 27. Januar 1646 in Paris und persönlich am 13. Juli 1645 heiratete er Marguerite de Rohan (* 1616/17; † 9. April 1684 in Paris), die Tochter von Henri II. de Rohan, 1. Duc de Rohan, Pair de France, 3. Prince de Léon etc., und Marguerite de Béthune (die sich der Ehe widersetzte); Marguerite war seit 1639 als einzige und Erbtochter Duchesse de Rohan et de Frontenay, 4. Princesse de Léon, Princesse de Soubise, Comtesse de Porhoët, Marquis de Blain et de La Garnache, Comtesse de Lorges, Baronesse de Mouchamps, du Parc et de Vandrennes, Dame d’Hiéric et de Fresnay und damit die reichste Erbin ihrer Zeit.
Henri Chabot wurde 1646 selbst zum Duc de Rohan ernannt, die Bestätigung durch Patentbrief erfolgte am 19. September des Jahres. Im Dezember 1648 wurden er und seine Ehefrau zu Pairs de France ernannt, der Ernennung folgt am 15. Juli 1652 die Eidesleistung und die Registrierung im Parlement. 1649 wurde er Gouverneur von Anjou, das Amt kaufte er für 300.000 Écu von Marschall Urbain de Maillé. Zudem wurde er 1. Baron et Président de la Noblesse aux Éats de Bretagne, den Eid hierzu leistete er am 29. August 1653 in Rennes.

## Nachkommen
Henri Chabot und Marguerite de Rohan bekamen sechs Kinder, die entsprechend den Bestimmungen des Ehevertrages den Namen de Rohan-Chabot trugen:
- Sohn († 6. November 1646, einige Tage alt), genannt Chevalier de Chabot
- Marguerite Gabrielle Charlotte († 17. Juni 1720); ⚭ 7. Dezember 1662 in Paris Malo II. de Coëtquen, Marquis de Coëtquen et de La Marselière, Comte de Combourg, Gouverneur von Saint-Malo († 24. April 1679), Sohn von Malo I. de Coëtquen und Françoise de La Marselière
- Anne Julie (* 1648; † 4. Februar 1709), Princesse de Soubise, Dame de Frontenay, Dame du Palais de la Reine, (wohl 1639 bis 1645) Mätresse des Königs Ludwig XIV.; ⚭ 16. April 1663[1] in Paris François de Rohan, Prince de Soubise, Comte de Rochefort, Seigneur de Pougues, Lieutenant-général und Gouverneur von Champagne und Brie, dann des Berry († 24. August 1712) (Rohan-Guéméné)
- Gillone († klein)
- Jeanne Pélagie (* wohl 1659; † 18. August 1698), genannt Mademoiselle de Léon, Dame de Montlieu et de Sainte-Aulaye; ⚭ 11. April (Ehevertrag?) und 29. Mai 1668 in Paris Alexandre Guillaume de Melun, 6. Prince d’Épinoy, Connétable von Flandern († 16. Februar 1679 in Antoing), Sohn von Guillaume III. de Melun und Ernestine Claire Eugénie de Ligne d’Arenberg, Witwer von Louise Anne de Béthune († 1666) (Haus Melun)
- Louis (* 3. November 1652; † 17. August 1727), 2. Duc de Rohan, Pair de France, 5. Prince de Léon, Comte de Porhoët et de Moret, Marquis de Blain, Baron de La Garnache et de Beauvoir-sur-Mer, Seigneur de Sainte-Aulaye, de Montlieu, d’Hiéric et de Fresnay, Président de la Noblesse de Bretagne; ⚭ 18. Juli 1678 auf Schloss Saint-Cloud Marie Elisabeth du Bec-Crespin de Grimaldi (* 4. April 1661; † 27. März 1743), Erbtochter von François du Bec Crespin, Marquis de Vardes, Comte de Moret, und Catherine de Nicolai (Haus Crespin)